# Xyleutes persona
Xyleutes persona is een vlinder uit de familie van de houtboorders (Cossidae). De wetenschappelijke naam van de soort werd voor het eerst geldig gepubliceerd in 1841 door Le Guillou als Cossus persona.